# Touque
Der Touque war ein Gewichtsmaß in Pondichery (heute Puducherry), der Hauptstadt der ehemaligen französischen Besitzungen im Osten Indiens. Anwendung fand das Maß bei Waren, wie Gewürzen und Gemüse.
- 1 Touque = 50 Paloms = 1,69967 Kilogramm

Der Palom als kleineres Maß war ein Gold- und Silbergewicht. Man teilte es in
- 1 Palom = 10 Viraganidés = 100 Panavadés = 33,993 Gramm